# Ignazio da Santhià
Ignazio da Santhià, al secolo Lorenzo Maurizio Belvisotti (Santhià, 5 giugno 1686 – Torino, 22 settembre 1770), è stato un presbitero e frate cappuccino italiano.
È stato proclamato santo da papa Giovanni Paolo II nel 2002. La sua memoria ricorre il 22 settembre.

## Biografia

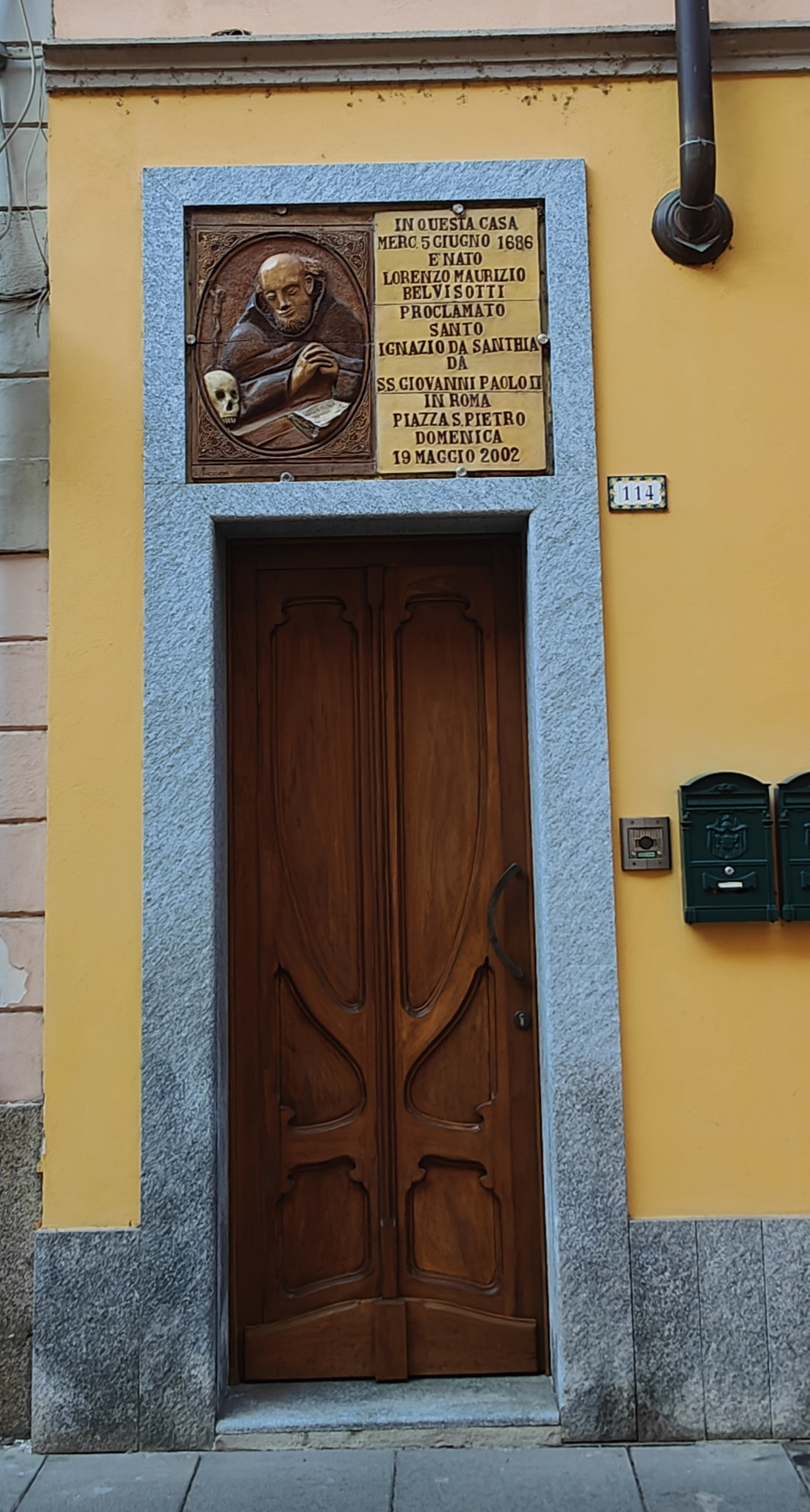
La casa dove nacque e visse i primi anni Sant'Ignazio sita nel centro storico di Santhià, corso Nuova Italia al nr. 114

Quarto dei sei figli della famiglia Belvisotti, nel 1706 si trasferisce da Santhià a Vercelli per gli studi filosofici e teologici, ispirato dalla vocazione per la vita ecclesiastica. Qui viene ordinato sacerdote nell'autunno del 1710 diventando cappellano della nobile famiglia vercellese degli Avogadro. Viene quindi chiamato a reggere l'insigne collegiata di Santhià e contemporaneamente diventa parroco della parrocchia di Casanova Elvo. Il 24 maggio 1716 rinuncia alle due nomine ed all'abito talare ed entra nel convento dei frati cappuccini di Chieri (TO) prendendo il nome di "frate Ignazio da Santhià".
Dopo gli anni della formazione cappuccina (trascorsi a Saluzzo, a Chieri e a Torino, sul Monte dei Cappuccini) viene nominato maestro di noviziato nel convento di Mondovì (Cuneo). Afflitto da una grave malattia agli occhi nel 1744 rinuncia all'incarico e si ritira per cure nel convento di Torino-Monte. Nel 1744 svolge con testimoniata solerzia opera di assistenza sanitaria e spirituale con le truppe di Carlo Emanuele III nella guerra franco-spagnola.
Nel 1747 rientra al convento del Monte dei Cappuccini di Torino svolgendo attività pastorale e assistendo i più poveri e gli ammalati del capoluogo piemontese. La sua missione è caratterizzata da prodigi per via dei quali il popolo torinese lo ribattezza «il Santo del Monte».
Muore il 22 settembre 1770, festa di san Maurizio, nella sua cella, all'età di 84 anni. Alla notizia della sua morte, molti torinesi si recarono in chiesa per recargli l'ultimo saluto, obbligando la comunità cappuccina locale a celebrare di notte il rito della sepoltura.

## Culto
La fama acquisita in vita concorre all'immediato avvio del processo di canonizzazione. Il primo processo, che gli conferì il titolo di Servo di Dio - durò dal 1777 al 1780.
Fu proclamato venerabile il 19 marzo 1827, dopo che Papa Leone XII riconobbe che aveva vissuto una vita di virtù eroiche. Il 17 aprile 1966 nel pontificato di Paolo VI viene dichiarato beato e Papa Giovanni Paolo II lo dichiara santo il 19 maggio 2002.
Le reliquie di Ignazio da Santhià sono venerate dai fedeli nella chiesa di Santa Maria al Monte dei Cappuccini in Torino e nella Collegiata della natia Santhià.
In Santhià, al numero 114 del corso principale, Nuova Italia, una targa segnala l'abitazione in cui è nato e ha vissuto gli anni di gioventù. Al suo nome è inoltre dedicato un Istituto Comprensivo nella sua città natale.